# Muszkowice
Muszkowice (deutsch Moschwitz; veraltet Muschkowitz) ist ein Ort in der Landgemeinde Ciepłowody (Tepliwoda) im Powiat Ząbkowicki (Frankenstein) der Woiwodschaft Niederschlesien in Polen.

## Lage
Muszkowice liegt etwa sechs Kilometer östlich von Ciepłowody (Tepliwoda), 13 Kilometer nordöstlich von Ząbkowice Śląskie (Frankenstein) und 54 Kilometer südlich von Breslau.

## Geschichte
Den Namen nach geht dem Ort eine slawische Gründung voraus. Das Dorf wurde 1282 in einer Urkunde als Muscowicz bezeichnet. Zu Beginn des 13. Jahrhunderts gehörte es dem alten schlesischen Adelsgeschlecht der Grafen von Würben. Seit 1282 übte das Zisterzienserstift Heinrichau die Grundherrschaft über Moschwitz aus. Politisch gehörte Moschwitz bis 1290 zum Herzogtum Breslau, danach zum Herzogtum Schweidnitz und ab 1321 zum Herzogtum Münsterberg. Mit diesem zusammen gelangte es 1336 an die Krone Böhmen, nachdem der polnische König Kasimir III. der Große bereits 1335 mit dem Vertrag von Trentschin auf Schlesien verzichtet hatte. 1707 ließ der Klosterabt Tobias Ackermann am Rande des Moschwitzer Buchwaldes auf dem sogenannten Marienberg eine Kapelle errichten und sie der heiligen Anna weihen.    

Nach dem Ersten schlesischen Krieg fiel Moschwitz mit dem größten Teil Schlesiens an Preußen. Die alten Verwaltungsstrukturen wurden aufgelöst und Moschwitz in den Landkreis Münsterberg eingegliedert, mit dem es bis zu seiner Auflösung 1932 verbunden blieb.   

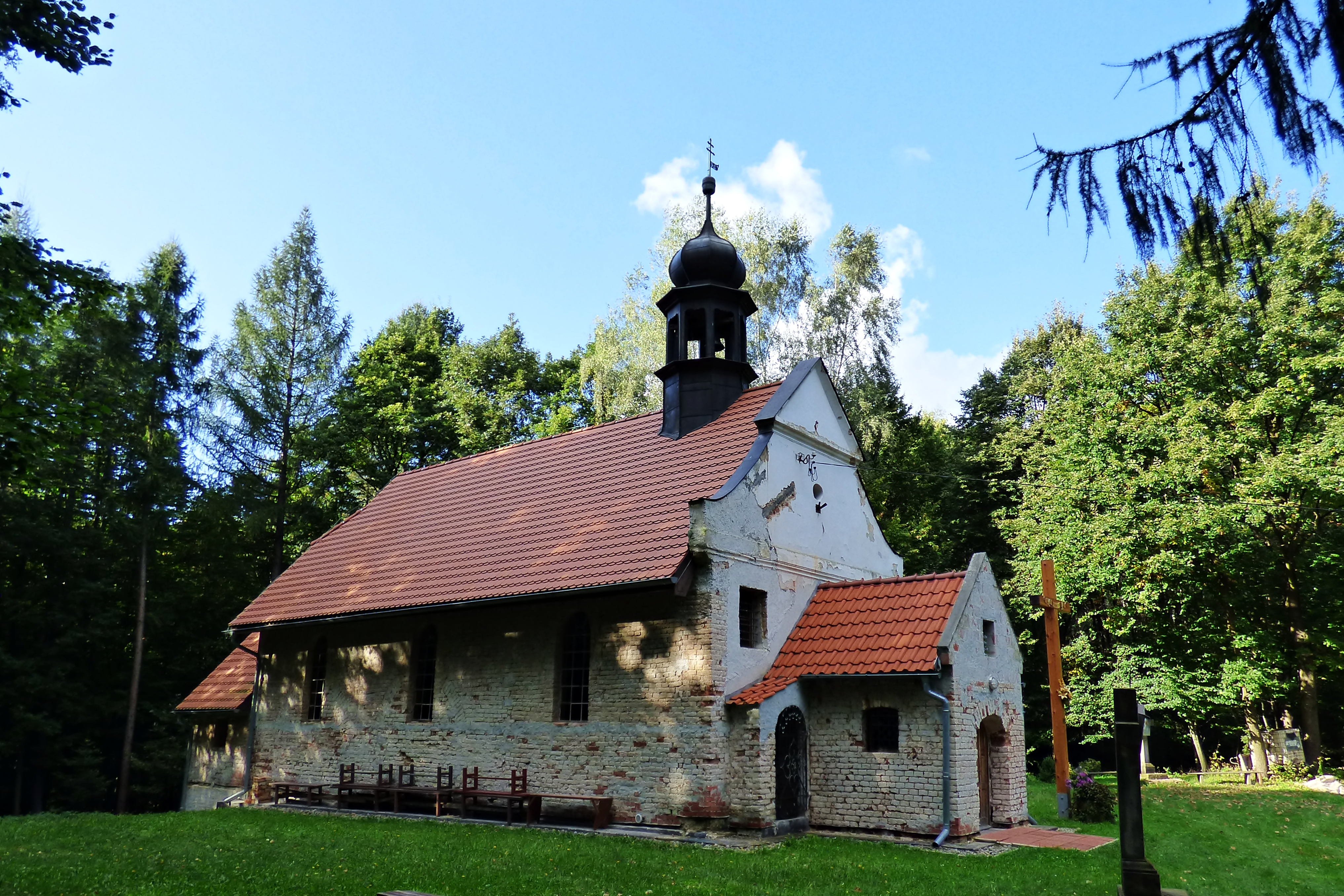
Kapelle St. Anna bei Muszkowice

Nach der Säkularisation besaß das Dorf Wilhelmine von Preußen, die Frau des niederländischen Königs Wilhelm I. Mitte des 19. Jahrhunderts gehörte Moschwitz dem niederländischen König Wilhelm II. 1845 zählte Moschwitz 80 Häuser, ein Vorwerk, eine Freischoltisei, 608 Einwohner (davon fünf evangelisch und der Rest katholisch), evangelische Kirche zu Münsterberg, katholische Kirche zu Alt Heinrichau, eine katholische Schule, eine Wallfahrtskapelle, eine Wassermühle, eine Brennerei, eine Ziegelei, 14 Handwerker, sieben Händler und 237 Rinder. Am 1. Oktober 1925 wurde aus den Landgemeinden Alt Heinrichau, Moschwitz und Zinkwitz der Amtsbezirk Alt Heinrichau gebildet. Zuvor gehörte Moschwitz zum Amtsbezirk Heinrichau. Nach der Auflösung des Landkreises Münsterberg 1932 kam Moschwitz zum Landkreis Frankenstein. 
Als Folge des Zweiten Weltkriegs fiel Moschwitz mit dem größten Teil Schlesiens 1945 an Polen. Nachfolgend wurde es durch die polnische Administration in Muszkowice umbenannt. Die deutschen Einwohner wurden, soweit sie nicht schon vorher geflohen waren, vertrieben. Die neu angesiedelten Bewohner stammten teilweise aus Ostpolen, das an die Sowjetunion gefallen war.

## Sehenswürdigkeiten
- Römisch-katholische Kapelle St. Anna, früher Wallfahrtskapelle, wurde 1707 vom Abt des Klosters Heinrichau Tobias Ackermann erbaut.[3] Einschiffiges Barockes Gebäude mit Satteldach und kleinem Turm. Im Inneren polychromer Altar mit Madonna, an den Seiten die Figuren der hl. Anna und St. Joachim. Zur Kapelle führt eine Kreuzwegstation.[4]  Früher fand jährlich am Namenstag der heiligen Anna am 26. Juli eine Pilgerprozession zur Kapelle statt.